# Río Arque
Der Río Arque ist einer der Quellflüsse des Río Caine, und somit des Río Grande in Bolivien.

## Verlauf
Die Quellflüsse des Río Arque entspringen in der Cordillera Quimsa Cruz (Tres Cruces). Der Hauptquellfluss, der etwa 50 Kilometer lange Río Taracachi, entspringt als Quebrada Ticanoma am Westhang des Cerro Huaylluma, 50 Kilometer nordöstlich der Minenstadt Oruro und 65 Kilometer südwestlich der Großstadt Cochabamba und fließt in generell südöstlicher Richtung. Der andere Quellfluss, der Río Tacopaya (zunächst als Incalacaya) fließt generell westwärts. Ab der Vereinigung ist das Flusstal mit geringen Windungen nordöstlich gerichtet. Auf dem Weg durch die Provinz Arque liegt bei Kilometer 58 (ab Quelle des Ticanoma) die Provinzhauptstadt Arque am nördlichen Ufer des Flusses, bei Kilometer 72 Estancia Umani am Südufer, bei Kilometer 85 das Städtchen Capinota am Nordufer.
Das Einzugsgebiet des Río Arque umfasst 2.224 km². Bei Capinota beträgt der Mindestdurchfluss des Río Arque 2 bis 2,5 m³/s. Wenn der Fluss während der Regenzeit von November bis April anschwillt, können im Jahrhundertmaximum jedoch Durchflusswerte von bis zu 900 m³/s erreicht werden. Für den mittleren Abfluss wurden 6,7 m³/s errechnet. Die mitgeführten gelösten Sedimente können während der Regenzeit bis zu 120 g/l betragen und sind rot, gelb oder dunkelbraun, je nach Herkunftstal des Wassers.
Nach insgesamt 88 Kilometern vereinigt sich der Río Arque auf einer Höhe von 2.350 m über dem Meeresspiegel mit dem Río Rocha und trägt anschließend den Namen Río Caine. Der Río Caine geht nach weiteren 162 Kilometern in den Rìo Grande über, der 1.438 Kilometer unterhalb der Quelle des Rìo Arque in den Río Mamoré mündet.

## Nebenflüsse
Der Río Arque erhält sein Wasser aus einem baumartig (dendritisch) verzweigten Flusssystem.
Die größeren Nebenflüsse sind von rechts: Río Ballia, Río Chullmayu, Quebrada Huanu Wara, Quebrada Fundición und Quebrada Curamayu und von links: Río Pichacani, Río Taracachi, Quebrada Muralani, Quebrada Millu Waykho, Quebrada Waca Waca und Quebrada Sotaza.